# Friederike Helene Unger
Friederike Helene Unger, geb. Friederike Helene Rothenburg, (* 1741(?) in Berlin; † 21. September 1813 ebenda) war eine deutsche Schriftstellerin.

## Leben
Friederike Helene Unger wurde als Friederike Helene Rothenburg wahrscheinlich 1741 unehelich in Berlin geboren. Ihr Vater war Friedrich Rudolf von Rothenburg, preußischer General und Vertrauter Friedrichs des Großen; über die Identität der Mutter herrscht Unklarheit. Das Kind wuchs in der Familie des Predigers und Übersetzers Johann Peter Bamberger und seiner Frau Antoinette auf, die schriftstellerisch tätig war, und erhielt dort eine für Mädchen ihrer Zeit ausgezeichnete Erziehung. Ihr Vater starb 1751, hinterließ ihr aber eine festgelegte Rente auf Lebenszeit. Finanziell abgesichert, unterstützte sie die Errichtung einer Buchdruckerei ihres späteren Mannes, Johann Friedrich Gottlieb Unger, die in der Folgezeit zu einer der führenden Druckereien Deutschlands wurde. Bald jedoch blieben die Zahlungen der Familie von Rothenburg aus, sodass sie angesichts der sich zusehends verschlechternden finanziellen Lage zu schreiben begann.
Ihren ersten großen Erfolg hatte sie mit ihrem Debütroman Julchen Grünthal, der 1784 erschien. Verleger ihrer Arbeiten wurde Johann Friedrich Gottlieb Unger, den sie am 22. Mai 1785 heiratete. Im Unger-Verlag erschienen ihre Übersetzungen Rousseaus und Beauchmarchais’, anonyme Artikel, Kochbücher, ein Naturkalender und ein Lesebuch für Land- und Soldatenschulen.
Es folgten zudem weitere Romane, in denen sie sich immer wieder mit den zeitgenössischen Rollenvorstellungen auseinandersetzte und in die literarische Diskussion ihrer Zeit einzugreifen versuchte. Ihre Stellung wurde dabei vor allen Dingen von ihrer zunehmenden Abneigung gegen die Berliner Romantiker bestimmt. Besonders die Gebrüder Schlegel – August Wilhelm Schlegel und Friedrich Schlegel – waren ihr ein Dorn im Auge, die nach enger Freundschaft mit den Ungers immer häufiger die Gastfreundschaft der in Berlin populären jüdischen Salons der Henriette Herz und Rahel Levin in Anspruch nahmen. Ungers Abneigung gegen Frauen, deren Aufstieg in der Gesellschaft ihrer Meinung nach zu schnell erfolgte, wurde von den Romantikern erwidert, was Unger schließlich zu einer konsequenten Ablehnung der Berliner Romantiker führte: „Im Grunde lässt sich jede ihrer ab 1798 publizierten Fiktionen auch als Abrechnung mit der Ästhetik und den Moralvorstellungen Friedrich Schlegels und seines Kreises lesen.“
Im gleichen Jahr, in dem ihr Roman Albert und Albertine erschien, starb ihr Ehemann; Friederike Helene Unger wurde als Universalerbin Leiterin des Verlags, der um eine Buchhandlung und Notengießerei erweitert worden, jedoch auch hoch verschuldet war. Ihr Versuch, den Verlag zu halten, scheiterte. Im Jahr 1809 ging er bankrott.
Friederike Helene Unger war nach dem Tod des Ehemannes weiterhin schriftstellerisch tätig. Im Jahr 1806 erschien der Roman Bekenntnisse einer schönen Seele, 1810 schließlich ihr letztes Werk Der junge Franzose und das deutsche Mädchen. Drei Jahre später starb sie verarmt in Berlin. Sie wurde auf dem Friedhofskomplex vor dem Halleschen Tor in Berlin beerdigt. Ihr Grab ist nicht erhalten.

## Werke
- Vermischte Erzählungen und Einfälle zur angenehmen Unterhaltung. 1783[4]
- Die Damen dürfen doch auch ein Wort mitreden? Oder etwas über das neue Gesangbuch
- Julchen Grünthal, eine Pensionsgeschichte. Unger, Berlin 1784. (Digitalisat der 3. durchaus veränderten und mit einem zweiten Bande vermehrte Ausgabe, 1798, Band 1), (Band 2). Neuausgabe Hofenberg, Berlin 2015, ISBN 978-3-8430-9765-9.
- Der Betbruder, ein Lustspiel nach Molière’s Tartuffe, frei übersetzt. Unger, Berlin 1787. (Digitalisat)
- Der adelsüchtige Bürger. Eine Posse. Mit Tanz untermischt. Nach dem Moliere. Unger, Berlin 1788. (Digitalisat)
- Naturkalender zur Unterhaltung der heranwachsenden Jugend. Berlin, Unger 1789. (Digitalisat)
- Neuestes berlinisches Kochbuch, oder Anweisung, alle Speisen, Saucen und Gebacknes zuzurichten. Unger, Berlin 1785–1789. (Digitalisat der 3. Aufl. 1896)
- Der Mondkaiser. Eine Posse in 3 Aufzügen. Aus dem Französischen frei übersetzt. Berlin, Unger 1790. (Digitalisat)
- Vaterländisches Lesebuch für Land- und Soldatenschulen. Unger, Berlin 1799. (Digitalisat)
- Gräfinn Pauline. Unger, Berlin 1800. (Digitalisat 1. Theil), (2. Theil)
- Prinz Bimbam, ein Mährchen für Jung und Alt. Unger, Berlin 1802.
- Albert und Albertine. Unger, Berlin 1804. (Zum PDF-Download). Neuausgabe Hofenberg, Berlin 2015, ISBN 978-3-8430-4272-7.
- Bekenntnisse einer schönen Seele. Unger, Berlin 1806. (Digitalisat). Neuausgabe Hofenberg, Berlin 2015, ISBN 978-3-8430-9767-3.
- Die Franzosen in Berlin, oder Serene an Clementinen in den Jahren 1806, 1807 u. 1808. Ein Sittengemälde. Dornmann, Leipzig/Züllichau/Freystadt 1809. (Digitalisat)
- Der junge Franzose und das deutsche Mädchen, wenn man will, ein Roman. Hoffmann, Hamburg 1810.